# Dunaszekcső
Dunaszekcső är en ort i Ungern.   Den ligger i provinsen Baranya, i den sydvästra delen av landet, 160 km söder om huvudstaden Budapest. Dunaszekcső ligger 95 meter över havet och antalet invånare är 2 151.
Terrängen runt Dunaszekcső är platt. Runt Dunaszekcső är det ganska glesbefolkat, med 47 invånare per kvadratkilometer. Närmaste större samhälle är Mohács, 11,9 km sydväst om Dunaszekcső. Trakten runt Dunaszekcső består till största delen av jordbruksmark.